# Lagocephalus lunaris
Lagocephalus lunaris és una espècie de peix de la família dels tetraodòntids i de l'ordre dels tetraodontiformes.

## Morfologia
- Els mascles poden assolir 45 cm de longitud total.[4][5]

## Hàbitat
És un peix de clima tropical i demersal.

## Distribució geogràfica
Es troba des del Mar Roig i el Golf Pèrsic fins a Sud-àfrica (incloent-hi la costa sud atlàntica) i el Pacífic occidental (des del Japó fins a Austràlia).

## Observacions
No es pot menjar, ja que és verinós per als humans.